# Museo del Búho
El Museo del Búho (en Hangul: 부엉이 박물관) es un museo ubicado en Jongno-gu, Seúl, Corea del Sur. Está cerca de los edificios del Tribunal de Cuentas en Samcheongdong alrededor de la línea 3 del metro.
El museo trata todos los temas relacionados con búhos; desde productos industriales y pinturas hasta sellos y utensilios. Según información oficial, el museo tiene en aloja más de 4000 objetos. Por ejemplo, se exhiben los sellos de búhos de São Tomé e Príncipe, portacomidas en forma de búho hechos en Hong Kong o una escultura de Finlandia. Los visitantes pueden observar objetos de 80 naciones.
La conservadora del Museo tiene como nombre la mamá de los búhos. 